# Oteš
Oteš is een plaats in de gemeente Gospić in de Kroatische provincie Lika-Senj. De plaats telt 128 inwoners (2001).